# Cleora pagina
Cleora pagina är en fjärilsart som beskrevs av Alfred Ernest Wileman 1911. Cleora pagina ingår i släktet Cleora och familjen mätare. Inga underarter finns listade i Catalogue of Life.